# Вацлав Холар
Вацлав Холар (23. јул 1607 — 25. март 1677) је био бохемијски графичар из 17. века, који је већи део свог живота провео у Енглеској. Он је на немачком говорном подручју познат као Венцел Холар; а на чешком као Вацлав Холар. Посебно је познат по својим гравурама и бакрописима. Рођен је у Прагу, умро у Лондону, а сахрањен је у цркви Свете Маргарете у Вестминстеру.

## Младост
Након што му је породица уништена након битке на Белој гори у Тридесетогодишњем рату, млади Холар, који је био предодређен за адвокатску професију, одлучио је да постане уметник. Најранији његови радови који су преживели до данас датирани су из 1625. и 1626. године; то су мале плоче, а једна од њих је копија Дирерове "Богородице с дететом", чији је утицај на Холаров рад увек био велики. Године 1627. био је у Франкфурту где је био шегрт код познатог гравера Матеуса Меријана. Године 1630. живео је у Стразбуру, Мајнцу и Кобленцу, где је портретисао градове, замкове и пејзаже долине Средње Рајне. 1633. преселио се у Келн.
Године 1636. привукао је пажњу чувеног племића и колекционара уметности Томаса Хауарда, 21. грофа од Арундела, који је тада био у дипломатској мисији на царском двору цара Фердинанда II. Запослен као цртач, путовао је са Арунделом у Беч и Праг. У Келну 1635. Холар је објавио своју прву књигу. Године 1637. отишао је са Арунделом у Енглеску, где је остао у грофовом домаћинству дуги низ година.

## Живот у Енглеској
Иако је остао уметник у служби лорда Арундела, изгледа да није радио искључиво за њега, а након грофове смрти у Падови 1646. године, Холар је зарађивао за живот радећи за разне ауторе и издаваче. Након смрти лорда Арундела 1646. године, вероватно на захтев Хендрика ван дер Борхта, урезао је комеморативну графику урађену по нацрту Корнелија Шута у Арунделову част, посвећену његовој удовици Алетеји. Арундел седи у меланхоличном ставу на својој гробници испред обелиска (можда у знак сећања на Домицијанов обелиск који је покушао да увезе из Рима), и окружен је уметничким делима и њиховим персонификацијама.
Године 1745, Џорџ Верту је одао почаст њиховом дружењу у вињети коју је објавио на првој страници свог Описа дела генијалног цртача и гравера Вацлава Холара. На њој је била биста Арундела испред пирамиде, која симболизује бесмртност, окружена илустрованим књигама и инструментима Холаровог заната.
Током своје прве године у Енглеској створио је „Поглед на Гринич“, који је касније издао Петер Стент, продавац штампе. Добио је тридесет шилинга за плочу дужине скоро 0,9 м, мали део њене садашње вредности. После је одредио цену свог рада на четири пенија по сату, а време је мерио пешчаним сатом. Холар је 4. јула 1641. оженио дворску даму грофице од Норфолка. Звала се Трејси; имали су двоје деце. Арундел је напустио Енглеску 1642, а Холар је прешао у службу војводе од Јорка, водећи са собом своју младу породицу.

### Енглески грађански рат
Холар је наставио да производи радове током енглеског грађанског рата, али је то негативно утицало на његов приход. Са другим ројалистичким уметницима, посебно Инигом Џоунсом и гравером Вилијамом Фејторном, издржао је дугу опсаду Бејсинг Хауса, а пошто је било стотинак плоча из његове руке датираних током 1643. и 1644. године, мора да је своју принудну доколицу усмерио ка добром циљу. Графика из 1643. и под називом civilis seditio оличава рат са змијом са главом на сваком крају која се вуче у супротним смеровима испред пирамида и сфинге у Гизи. Холар је преузео своју поставку директно са гравуре објављене у Џорџ Сендис-овом Relation of a Journey begun An. Dom 1610.
Холар се придружио Ројалистичком пуку и заробљен је од стране парламентарних снага 1645. током опсаде Бејсинг Хауса. После кратког времена успео је да побегне. У Антверпену се 1646. поново састао са грофом од Арундела. Током овог периода немира у грађанским ратовима, радио је у Антверпену, где је произвео многа од својих најпознатијих дела, укључујући холандске градске пејзаже, морске пејзаже, приказе природе, и др. Године 1652. вратио се у Лондон и неко време живео са Фајторном у близини Темпл Бара.
У наредним годинама објављено је много књига које је илустровао: Огилбијев Вергилије и Хомер, Стејплтонов Јувенал и Дагдејлов Ворвикшир, Свети Павле и Монастикон (први део). Међутим, његов рад је био слабо плаћен, а Холарове провизије су се смањиле пошто двор више није куповао његова дела након Рестаурације. За то време је такође изгубио свог младог сина, од куге, који је био на гласу да има уметничке способности.
Након Великог пожара у Лондону, произвео је неке од својих чувених "Погледа на Лондон"; и можда је успех ових плоча и других градских пејзажа, као што је његов Велики поглед на Праг из 1649. године, подстакао краља да га 1668. пошаље у Тангер, да нацрта град и утврде. Током његовог повратка у Енглеску, његов брод, Мери Роуз, под капетаном Џоном Кемпторном, водио је очајнички и успешан сукоб против седам алжирских ратника; битка коју је Холар урезао за Огилбијеву Африку, објављену 1670.
Живео је осам година након повратка, и даље стварајући илустрације за продавце књига, и настављајући да производи добро цењена дела све до своје смрти; на пример велику плочу Единбурга из 1670. године. Умро је у крајњем сиромаштву, а његове последње забележене речи биле су молба судским извршитељима да не однесу кревет на коме је умирао. Холар је положен у гробницу у цркви Свете Маргарете у Вестминстеру.

## Радови
Холар је био један од најбољих и најплоднијих уметника свог времена. Његов рад обухвата око 400 цртежа и 3000 бакрописа. Холар је произвео разна дела. Број његових плоча је око 2740 и оне укључују погледе, портрете, бродове, верске предмете, хералдичке субјекте, пејзаже и мртве природе у многим различитим облицима. Примери сложености и обима његових пројеката укључују Португалску генеалогију од осам плоча и серију инсеката од 12 плоча објављену као Muscarum Scarabeorum Vermiumque varie figure. Репродуковао је декоративне радове других уметника, као у чувени путир по Мантењаовом цртежу. 
Један од најпознатијих Холарових бакрописа је слика катедрале Госпе од Антверпена из 1649. године. Жива фигурална декорација дела, типична за Холаров стил, укључује поворку ка улазу у катедралу, кочију, пролазнике и псе на тргу испред цркве. Слика антверпенске катедрале била је изложена 2013. године у палати Лобкович током изложбе библиотеке Лобкович „Архитектура у делу Петера Паула Рубенса и Вацлава Холара”.
Холар је био познат и по својим топографским радовима и својим мапама. Често су прављене по дизајну других уметника. Направио је неколико мапа војних ангажмана које је нацртао фламански уметник и картограф Јакоб ван Верден. Пример је Опсада Ландресија из 1648. године, гравирање на четири плоче на четири спојена листа папира. Састоји се од плана града Ландресија, са шумом Муринал у горњем десном углу, док је под опсадом надвојводе Леополда Вилхелма од Аустрије 1647. Неке од војводиних трупа приказане су испод дрвета у првом плану, са колима и пушкама. Штампа такође нуди шематски приказ различитих пукова и снага под неколико команданата и њихових положаја у граду. У левом предњем плану може се видети француска војска како се приближава да нападне надвојводине снаге.
Збирке Холарових радова чувају се у Британском музеју у Лондону, соби графике у замку Виндзор, Фишер библиотеци на Универзитету у Торонту и Националној галерији у Прагу. Холарова дела је први пут каталогизовао Џорџ Верту 1745. године, а друго издање 1759. године. Отиске су касније каталогизовали 1853. Густав Парти и 1982. Ричард Пенингтон. Нови комплетан илустровани каталог објављен је у немачкој серији New Hollstein. Велики део Холаровог рада доступан је на интернету са Универзитета у Торонту у његовој дигиталној колекцији Вацлав Холар. Библиотека Фолгер Шекспир такође садржи око 2000 графика, цртежа и других Холарових дела.
Преживела је веома ретка оригинална бакарна плоча коју је произвео Холар, гравура града Кингстон на Халу у Јоркширу и чува се у Британској библиотеци.
Холар је угравирао књигу о костимима под насловом Livre curieux contenant la naifve representation des habits des femmes des diverses parties du monde comme elles s'habillent a present (Забавна књига која садржи једноставан приказ одеће жена из различитих делова света како се сада облаче). Књига обухвата серију од 28 плоча које представљају одећу обичних жена, углавном из европских земаља, из 17. века. Књигу је 1662. године у Паризу објавио Балтазар Монкорне.

## Наслеђе
Средња уметничка школа Вацлав Холар, Висока уметничка школа и Виша уметничка школа у Прагу, носи његово име.